# Gilberto Palacios
Gilberto Ramón Palacios Acosta (Asunción, 8 de enero de 1980) es un exfutbolista paraguayo.

## Carrera
Nacido en Asunción, Palacios debutó en Olimpia, donde fue promovido por el histórico entrenador uruguayo de aquel club Luis Cubilla en el año 1998. Durante su primera temporada profesional, Gilberto ganó el Campeonato Nacional de Fútbol de 1998 y compartió camarín con jugadores de la talla del atacante Roque Santa Cruz, el lateral Julio César Cáceres, el exitoso medio defensivo Carlos Humberto Paredes, entre otros. Entre los torneos que ganó Palacios en el equipo decano, están cuatro títulos de Primera División y los certámenes continentales de la Copa Libertadores (2002) y la Recopa Sudamericana (2003).
Tras su eclipsado y exitoso paso por Olimpia, fue cedido al Club 12 de octubre en 2004, y la temporada siguiente a 3 de Febrero, para luego ser transferido al Olimpo de Bahía Blanca, de Argentina. En aquel club, Gilberto disputó el Torneo Apertura 2005, donde solo sumó minutos en un encuentro como visitante en el que su equipo perdió por 1–0 contra Argentinos Juniors en La Paternal. Al año siguiente, Palacios vuelve a su país natal, siendo contratado en primera instancia por el Tacuary, para luego sellar su retorno a Olimpia en 2008 y finalmente vestir la camseta de Guaraní, jugando ahí el Torneo Clausura de ese año.
El 10 de febrero de 2009, se confirmó por parte de la página web de Radio Cooperativa la llegada de Palacios a la Universidad Católica de Chile por petición del entrenador del club Marco Antonio Figueroa.

## Clubes

### Estadísticas
| Club                 | País      | Año       | Partidos | Goles |
| -------------------- | --------- | --------- | -------- | ----- |
| Olimpia              | Paraguay  | 1998–2004 | 72       | 19    |
| 12 de Octubre        | Paraguay  | 2004      | 12       | 3     |
| 3 de Febrero         | Paraguay  | 2005      | 19       | 8     |
| Olimpo               | Argentina | 2005      | 1        | 0     |
| Tacuary              | Paraguay  | 2006–2007 | 36       | 21    |
| Olimpia              | Paraguay  | 2007–2008 | 27       | 14    |
| Guaraní              | Paraguay  | 2008–2009 | 21       | 6     |
| Universidad Católica | Chile     | 2009      | 6        | 0     |
| Oriente Petrolero    | Bolivia   | 2010      | 12       | 3     |
| Sportivo Luqueño     | Paraguay  | 2010      | 8        | 0     |

## Palmarés

### Campeonatos nacionales
| Título             | Club              | País     | Año  |
| ------------------ | ----------------- | -------- | ---- |
| Primera División   | Olimpia           | Paraguay | 1997 |
| Primera División   | Olimpia           | Paraguay | 1998 |
| Primera División   | Olimpia           | Paraguay | 1999 |
| Primera División   | Olimpia           | Paraguay | 2000 |
| Torneo de Clausura | Oriente Petrolero | Bolivia  | 2010 |

### Campeonatos internacionales
| Título              | Club    | País     | Año  |
| ------------------- | ------- | -------- | ---- |
| Copa Libertadores   | Olimpia | Paraguay | 2002 |
| Recopa Sudamericana | Olimpia | Paraguay | 2003 |